# V364 Водолея
V364 Водолея (лат. V364 Aquarii) — двойная затменная переменная звезда типа W Большой Медведицы (EW) в созвездии Водолея на расстоянии приблизительно 2338 световых лет (около 717 парсеков) от Солнца. Видимая звёздная величина звезды — от +11,2m до +11,07m. Орбитальный период — около 0,6085 суток (14,604 часов).

## Характеристики
Первый компонент — жёлтая звезда спектрального класса G. Радиус — около 2,25 солнечных, светимость — около 5,257 солнечных. Эффективная температура — около 5821 К.